# Wendy Rene
Wendy Rene (eigentlich Mary Frierson; * 1947 in Memphis, Tennessee; † 16. Dezember 2014) war eine US-amerikanische Soulsängerin, die Mitte der 1960er Jahre einige kleinere Soulhits hatte. Ihr größter Hit ist After Laughter Comes Tears von 1964.

## Leben
Ihre Gesangskarriere begann Wendy Rene gemeinsam mit ihrem Bruder Johnny Frierson als Teil der Gruppe The Drapels. Auf Initiative ihres Musiklabels Stax Records startete sie aber eine Solokarriere. Ihr erster und größter Hit After Laughter Comes Tears wurde 1964 veröffentlicht und wurde eigentlich von der gesamten Gruppe The Drapels aufgenommen, aber bei der Veröffentlichung von Stax Records nur ihr allein zugeschrieben. Das Lied wurde in Tearz vom Wu-Tang Clan auf dessen erstem Album Enter the Wu-Tang (36 Chambers) gesampelt. Alicia Keys sang eine abgewandelte Variante des Lieds names Where Do We Go from Here auf ihrem 2007 erschienenen Album As I am. Auch in den Filmen Gegen die Wand, Lucky Number Slevin und "Die Wunderübung" (2018) wird das Lied verwendet.
Wendy Rene lebte später mit ihrer Familie in Memphis, Tennessee und sang in einem Gospelchor.

## Diskografie

### Singles
Volt Records
- 1964 Wondering / Please Don't Leave (mit The Drapels)
- 1964 Young Man / Your Love Is All I Need (mit The Drapels)

Stax Records
- 1964 After Laughter Comes Tears
- 1964 Bar-B-Q
- 1965 Give You What I Got / Reap What You Sow
- I Wish I Were That Girl

Weedy-G Soundforce
- 2010 Skarra Mucci – My Sound

Megabass Prod
- 2010 Alborosie – Tears
- 2010 Jaba – After Laughter (Comes Tears)

### Compilations
- 2003 You Thrill My Soul (Ace Records)
- 2012 After Laughter Comes Tears – Complete Stax & Volt Singles + Rarities 1964-65 (Light In The Attic Records)

### Soundtracks
- After Laughter – Lucky Number Slevin
- After Laughter – Gegen die Wand

## Ausstellung
- After Laughter – A performative exhibition in four acts, Mudam, Luxemburg, ab Oktober 2023[4]